# Indagine su un delitto perfetto
Indagine su un delitto perfetto è un film del 1978, diretto da Aaron Leviathan (alias Giuseppe Rosati).

## Trama
Lord Ronald Selmer, ricco presidente d'una multinazionale, muore in un incidente aereo. Gli eredi, senza esclusione di colpi, cercano d'entrare in possesso sia dell'eredità che della presidenza della società. Dopo varie morti, il ruolo tocca a Paul De Revere, bellissimo ragazzo che, d'accordo con la madre e l'infermiera Polly, aveva architettato un piano infernale per eliminare tutti gli avversari. Il diabolico trio riesce a spuntarla.